# Greves contra a reforma da previdência na França em 2023
As greves francesas em 2023 são uma série de greves gerais e manifestações organizadas no país desde 19 de janeiro por opositores à reforma previdenciária do governo da primeira-ministra, Élisabeth Borne, que dentre as medidas, planeja aumentar a idade de aposentadoria de 62 para 64 anos. Entre os países da Organização para a Cooperação e Desenvolvimento Econômico (OCDE), a França é um dos países que seus trabalhadores passam o maior número de anos aposentados - tal benefício, conforme uma pesquisa realizada, grande parte da população francesa repudia perdê-la. Nas palavras do presidente Emmanuel Macron, todavia, a reforma seria “vital” para garantir a viabilidade do sistema previdenciário.
No dia 19 de janeiro de 2023, marco inicial, 1,1 milhão de franceses foram às ruas e foram registradas manifestações em ao menos 9 cidades, incluindo Paris, Toulouse, Marselha, Nantes, Clermont-Ferrand, Montpellier, Tours, Nice, Lyon; além de fechar estações de metrô e pontos turísticos na França. Após esta data, houve mais três grandes marcos de protestos: no dia 31 de Janeiro de 2023 - com cerca de 1,272 milhão de pessoas conforme o Ministério do Interior ou 2,8 milhões pelo sindicato CGT - no dia 7 de Fevereiro - com 1,3 milhão pelo CGT - e o mais recente, 11 de Fevereiro com 963 mil pessoas segundo o Ministério do Interior ou 2,5 milhões de pessoas conforme a junta intersindical organizadora do protesto.

## A reforma
Entre as medidas da reforma da previdência propostas pelo governo da primeira-ministra Élisabeth Borne, está o aumento da idade da aposentadoria de 62 para 64 anos. Esta medida renderia 17,7 bilhões de euros adicionais em contribuições anuais para pensões permitindo que o sistema se equilibrasse até 2027, conforme o Ministério do Trabalho do país. Porém, uma das principais críticas feitas pelos sindicados, manifestantes e partidos de esquerda e extrema-esquerda seria a retirada da França entre os países que mais passam anos aposentados da OCDE. Em 2022, o país estava na 26º posição entre 44.
Na visão destes sindicados, havia outras formas de atingir este resultado, como a tributação de bilionários ou pedir aos empregadores ou pensionistas abastados que contribuam mais. Em uma pesquisa realizada pela Ipsos no dia 18 de Janeiro, 81% dos franceses consideravam uma reforma necessária, 61% rejeitavam a proposta e 58% apoiavam o movimento grevista.

## Linha do tempo

### 19 de Janeiro

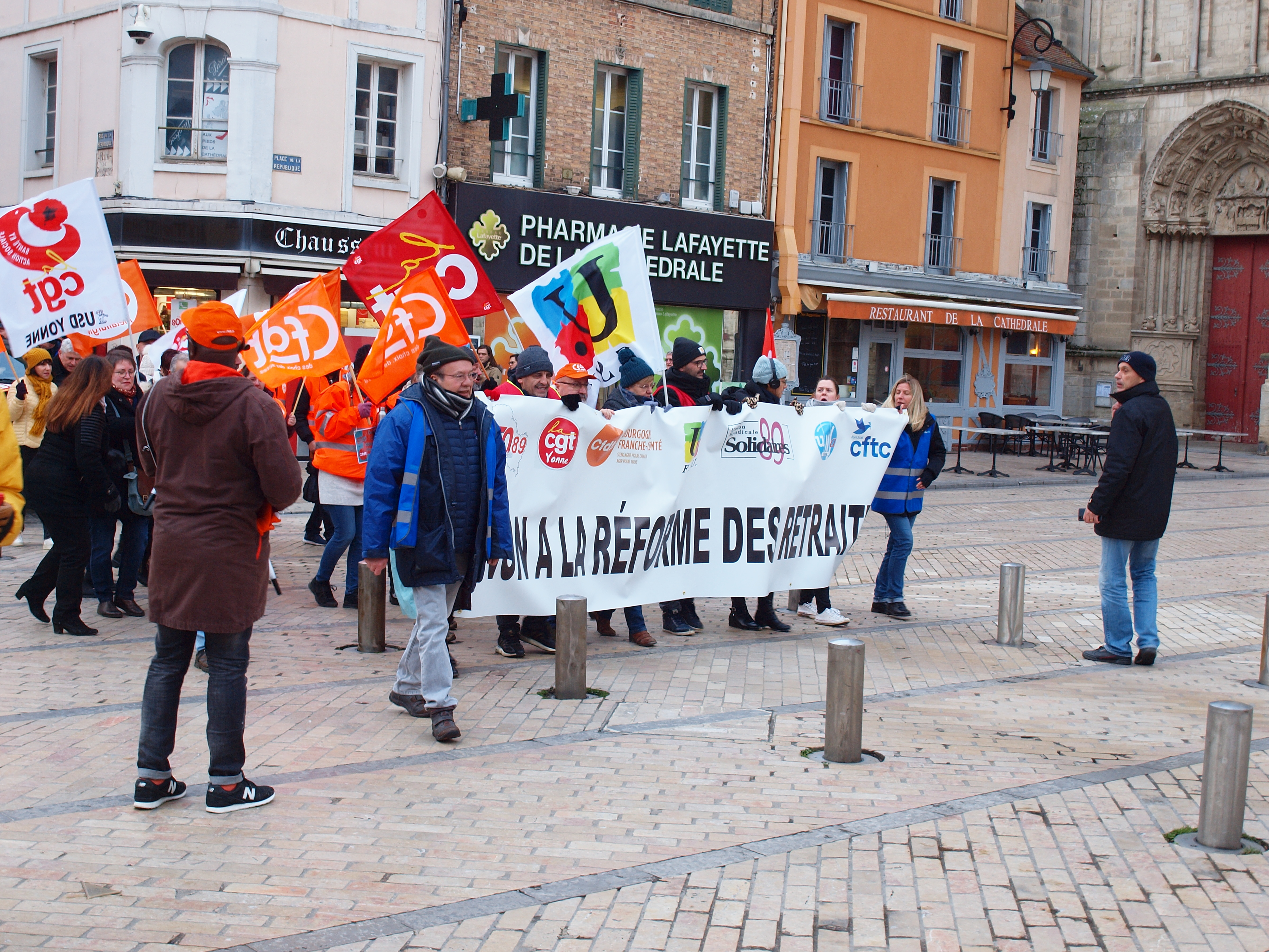
Manifestação contra a reforma previdenciária anunciada pelo governo francês, Sens

Em 19 de janeiro, o Ministério do Interior contabilizou 1,12 milhão de manifestantes, incluindo 80 000 em Paris. Mais de 200 manifestações foram registradas no país.
Pouco mais de um milhão de pessoas foram às ruas em Paris e outras cidades francesas como parte de protestos em todo o país contra propostas para aumentar a idade de aposentadoria. Oito dos maiores sindicatos participaram da greve por reformas previdenciárias. O Ministério do Interior francês afirmou que 80 000 manifestantes se reuniram nas ruas de Paris, onde pequenos números de manifestantes jogaram garrafas, pedras e fogos de artifício na tropa de choque. Mais de 200 manifestações foram registradas no país. Segundo os sindicatos, 2 milhões de pessoas participaram das manifestações, com 400 000 delas participando em Paris.
Apesar das manifestações, Emmanuel Macron enfatizou que a reforma da previdência vai seguir em frente. Os sindicatos franceses declararam que novas greves e protestos seriam realizados em 31 de janeiro, em um esforço para interromper os planos do governo de aumentar a idade padrão de aposentadoria de 62 para 64 anos. A nova lei aumentaria as contribuições previdenciárias anuais, de 41 para 43 pagamentos ao longo do ano. Alguns voos saindo do aeroporto de Orly foram cancelados, enquanto o site da Eurostar relatou o cancelamento de muitas rotas entre Paris e Londres.Embora "alguns atrasos" tenham sido relatados no Aeroporto Charles de Gaulle, devido à greve dos controladores de tráfego aéreo, nenhum voo foi cancelado.
| Cidade      | De acordo com a polícia | De acordo com os sindicatos                        |
| ----------- | ----------------------- | -------------------------------------------------- |
| Paris       | 80 000                  | 400 000                                            |
| Marselha    | 26 000                  | 140 000                                            |
| Lyon        | 23 000                  | 38 000                                             |
| Toulouse    | 36 000                  | 50 000                                             |
| Nice        | 7 500                   | 20 000                                             |
| Nantes      | 40 000                  | 75 000                                             |
| Montpellier | 15 000                  | 25 000                                             |
| Estrasburgo | 10 500                  | N/A 18 000 a 20 000 de acordo com fontes de mídia. |
| Bordeaux    | 16 000                  | 60 000                                             |
| Lille       | 16 000                  | 50 000                                             |

### 21 de Janeiro
Outra manifestação é organizada em Paris no sábado, 21 de janeiro, planejada há muito tempo por estudantes e organizações juvenis.

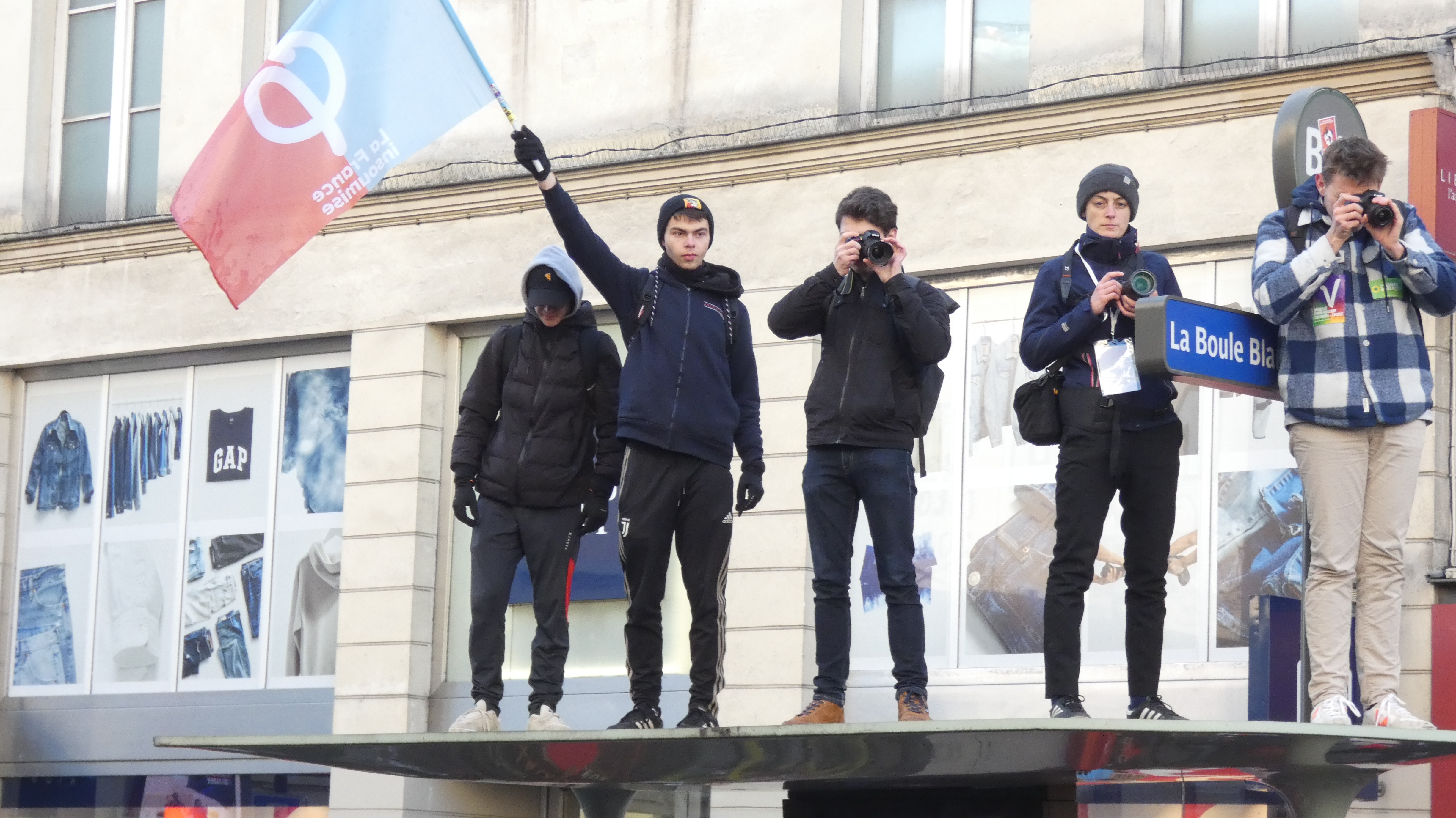
Paris

Manifestações organizadas por diferentes grupos aconteceram em outras cidades, como em Dinan, Limoges e Lyon.

### 31 de Janeiro

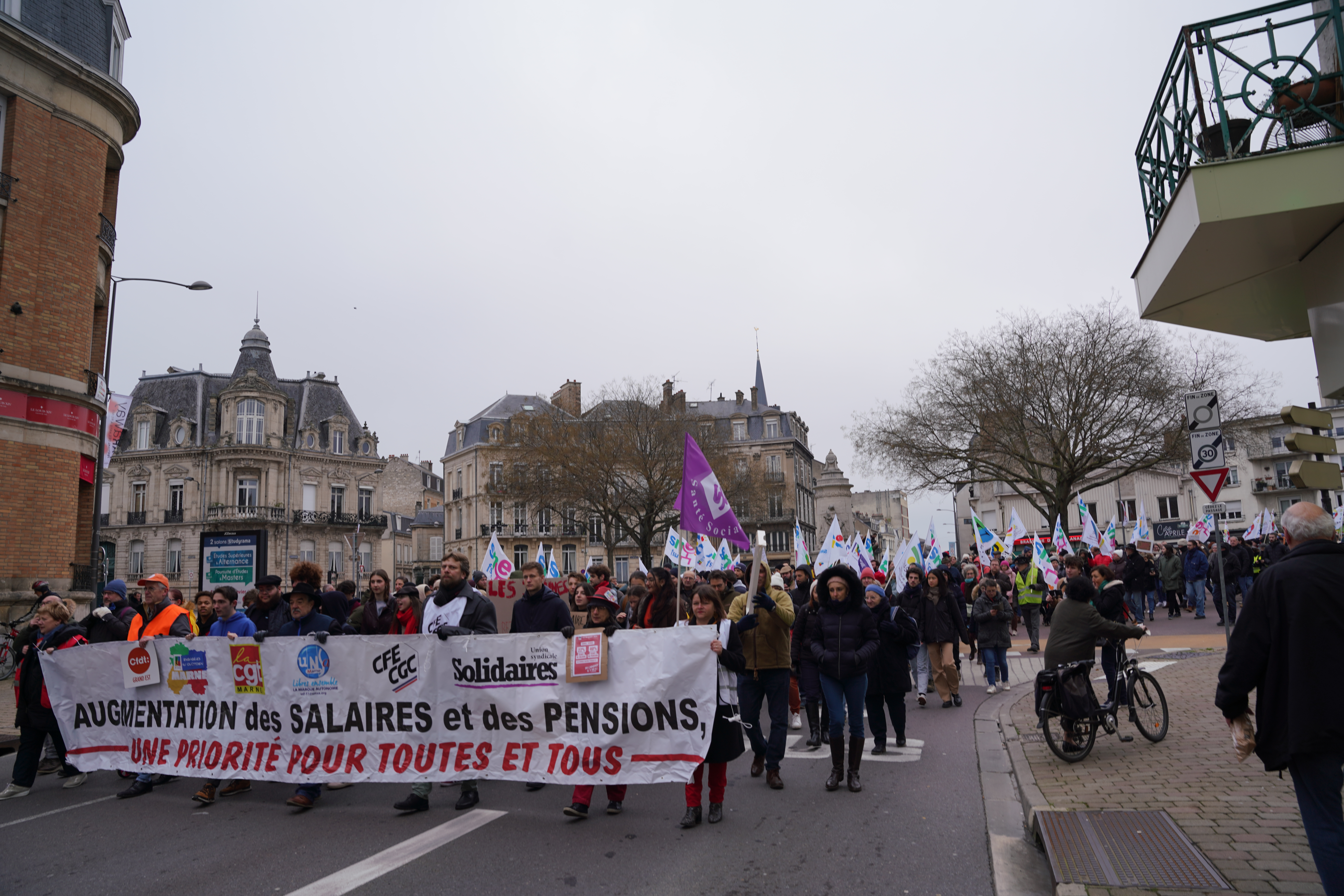
Reims

Manifestações foram organizadas em todo o país com transporte público, escolas e produção de eletricidade especificamente visados pelas greves. As emissoras públicas de televisão também foram afetadas pelas greves, com transmissões de notícias canceladas com música tocando em seu lugar.
Segundo o sindicato CGT, 2,8 milhões de pessoas participaram dos protestos, enquanto o Ministério do Interior contabilizou 1,272 milhão de manifestantes.

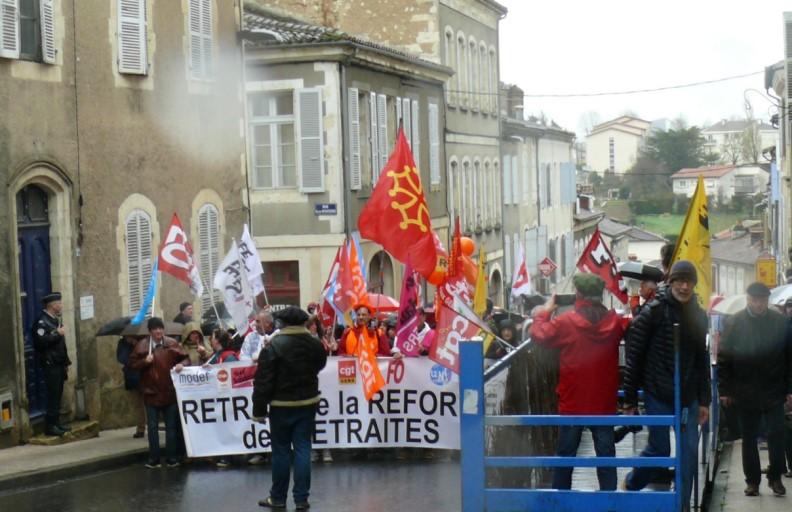
11 de Março, Auch (Occitânia)

| Cidade      | De acordo com a polícia | De acordo com os sindicatos |
| ----------- | ----------------------- | --------------------------- |
| Paris       | 87 000                  | 500 000                     |
| Marselha    | 40 000                  | 205 000                     |
| Lyon        | 23 000                  | 45 000                      |
| Toulouse    | 34 000                  | 80 000                      |
| Nice        | 7 000                   | 25 000                      |
| Nantes      | 28 000                  | 65 000                      |
| Montpellier | 25 000                  | 30 000                      |
| Estrasburgo | 10 500                  | 22 00                       |
| Bordeaux    | 16 000                  | 75 000                      |
| Lille       | 15 000                  | 70 000                      |

### 7 de Fevereiro
Em 7 de fevereiro, um terceiro dia de protestos nacionais foi realizado após ser convocado pelo l'intersyndicale. Segundo a CGT, 400 000 pessoas se manifestaram em Paris, menos 100 000 do que no dia 31 de janeiro. No total, mais de 2 milhões de grevistas participaram de manifestações de acordo com a CGT, enquanto a polícia estima que cerca de 757 000 grevistas participaram dos protestos.

### 11 de Fevereiro
No dia 11 de fevereiro, foi realizado o quarto dia de protestos nacionais. Segundo a CGT, mais de 2 500 000 manifestantes participaram das manifestações, um aumento de 500 000 em relação a 7 de fevereiro, o Ministério do Interior, por sua vez, afirma que 963 000 protestaram, um aumento de mais de 200 000 em relação a 7 de fevereiro. Em Paris, mais de 500 000 pessoas se manifestaram contra a reforma de acordo com a CGT, enquanto 93 000 se manifestaram de acordo com a prefeitura. O Intersindical convocou greves recorrentes a partir de 7 de março.

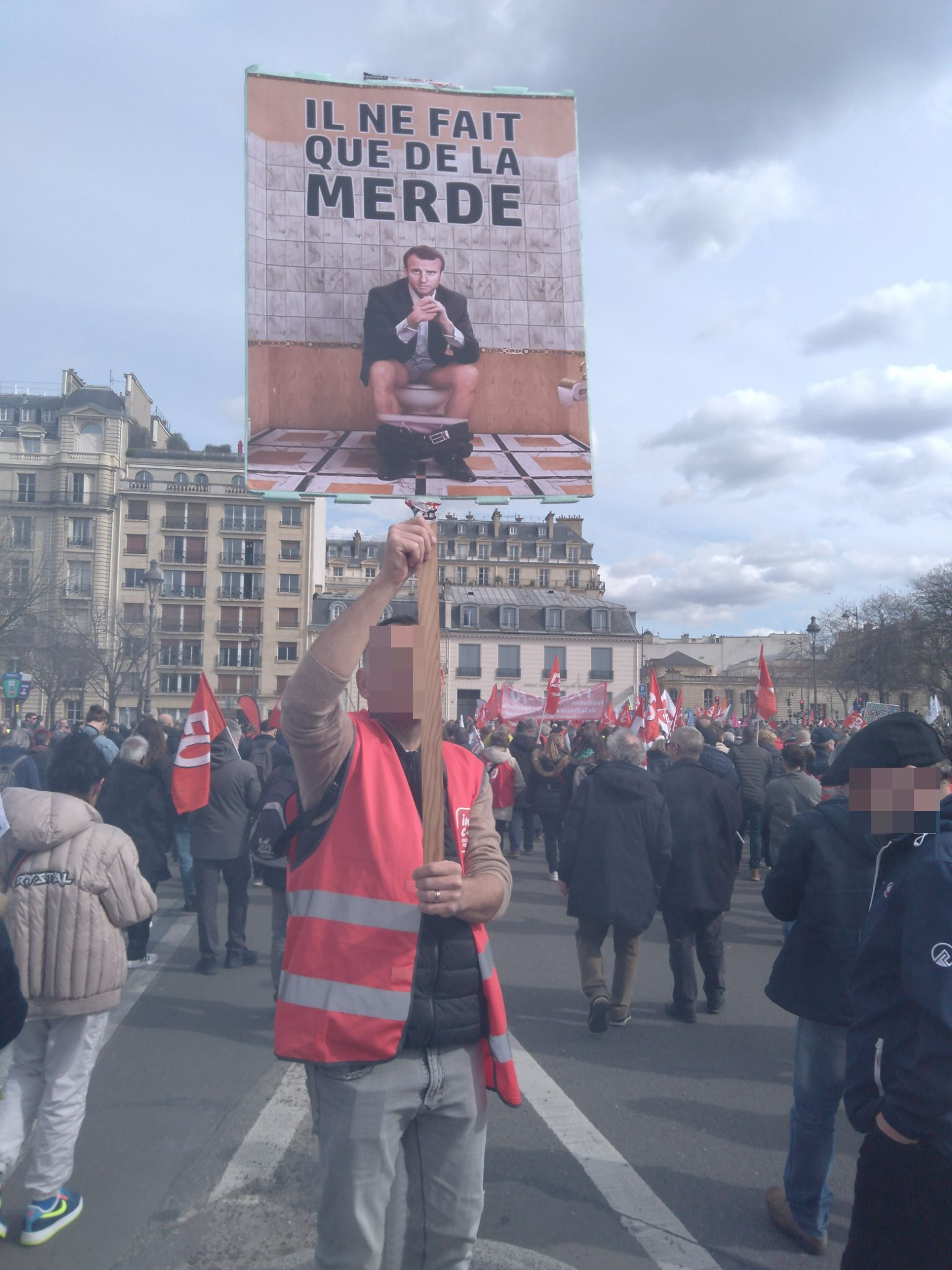
Cartaz 15 de Março

### 16 de Fevereiro
Em 16 de fevereiro, os manifestantes se juntaram a novos comícios e greves. Os sindicatos afirmaram que cerca de 1,3 milhão de pessoas participaram em todo o país, número mais baixo desde o início dos movimentos de protestos em 19 de janeiro. O Ministério do Interior colocou o número de manifestantes em 440 000, abaixo dos quase um milhão presentes no sábado (11 de fevereiro). No dia, 30% dos voos Aeroporto de Paris-Orly foram cancelados.

### 7 de Março
No início de março, os trens em todo o país continuaram afetados por greves e protestos. Acredita-se que 1,1 a 1,4 milhão de pessoas estejam participando de mais de 260 protestos em todo o país. Como parte do protesto, sindicalistas impediram a entrega de combustível, com a intenção de prejudicar a economia francesa.

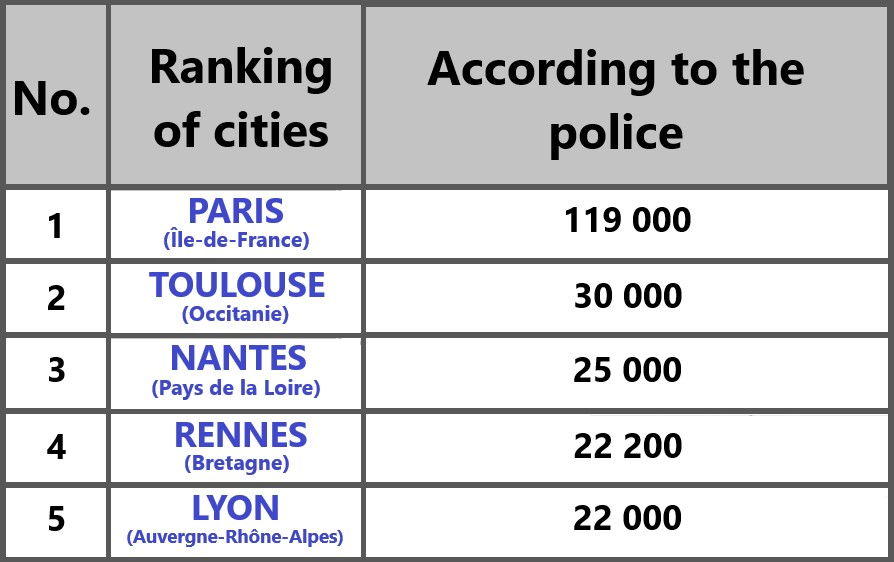
Manifestação de 23 de março de 2023: Ranking por participação das cidades da França

### 11 de Março
No dia 11 de Março, sétimo dia de manifestações, as greves em andamento afetaram refinarias, transporte público e coleta de lixo. Dois dias depois, no dia 13, estimava-se que 5 600 toneladas de lixo se acumulavam nas ruas da capital, Paris, de acordo com a prefeitura. Além da coleta de lixo, trabalhadores das três incineradores da cidade, também aderiram às as greves.